# David Vitoria
David Vitoria Cano (Locarno, 15 ottobre 1984) è un ex ciclista su strada svizzero con cittadinanza spagnola.

## Palmarès

### Strada
- 2005 (Dilettanti)

Coppa Caduti Nervianesi
1ª tappa Stoccarda-Strasburgo (Stoccarda > Nagold)
- 2008 (Dilettanti)

1ª tappa Volta a Castelló (Benicasim > Vall d'Alba)
1ª tappa, 1ª semitappa Vuelta a Salamanca
- 2009 (Rock Racing, due vittorie)

4ª tappa Vuelta Mexico (Tlaxcala > Cuernavaca)
5ª tappa Vuelta Mexico (Cuernavaca > Toluca)

#### Altri successi
- 2002 (Juniores)

Grand Prix Meyrin
- 2007 (BMC Racing Team)

Criterium Napa
- 2008 (Dilettanti)

Gran Premio Macario
1ª tappa, 2ª semitappa Vuelta a Salamanca (cronosquadre)

## Piazzamenti

### Grandi Giri
- Vuelta a España

2010: ritirato (12ª tappa)

### Classiche monumento
- Giro di Lombardia

2006: ritirato

### Competizioni mondiali
- Campionati del mondo

Zolder 2002 - In linea Junior: 130º
Madrid 2005 - In linea Under-23: 90º

### Competizioni europee
- Campionati europei

Otepää 2004 - In linea Under-23: 116º